# 著作権法 (ルーマニア)
ルーマニアの著作権法（ルーマニアのちょさくけんほう、ルーマニア語: drept de autor）は、ルーマニアにおける著作権法の骨子を説明する記事である。
ルーマニアにおいて、著作権法は著作者の権利及び著作隣接権に関する1996年法律第8号によって明らかにされており、2018年に再公布されたとおり、現在では同法によって欧州連合の著作権法（EU指令）が施行されている。著作権は形式とは無関係に取得され、通常は、保護される作品を創作した自然人に帰属する。保護される作品が創作されるのは、その作品が作者自身の知的創作物であるときである。欧州連合の他の大陸法法域と同様に、ルーマニアの著作権法でも、著作者人格権と著作財産権という2種類の権利が認められている。

## 著作者人格権
1. 作品を公衆に知らしめるか否か、それをいかに、いつ行うかを決める権利
2. 作品の作者であることを認めるよう要求する権利
3. 作品がいかなる名称で公衆に知らしめられるかを決める権利
4. 作品の完全性を遵守するよう要求し、作者の名誉又は声望を損なうようないかなる改変その他の干渉も拒否する権利
5. 作品を撤回する権利

これらの権利は、放棄することも譲渡することもできない。作者の死亡後は、上記1、2及び4の権利は、相続人が無期限で行使する。

## 著作財産権
1. 作品を再製すること及びこれを頒布すること。
2. 作者の同意を得て制作された複製品を国内市場で商品化するために輸入すること。
3. 作品を賃貸し又は貸し出すこと。
4. 公衆に対して、直接に又は間接に、作品を伝達すること（時間と場所とを問わず、公衆が作品に触れられるようにすることによる伝達を含む。）。
5. 作品を放送し、作品を有線送信し又はそこから派生作品を創作すること。

加えて、画像、造形美術又は写真の著作物の作者は再販権を有し、その作品が美術品取扱業者が売主、買主又は代理人として参加する再販売行為の対象とされたときは、作者はその価格のある割合を収受する権利（これを追及権と呼ぶ）を有する。

## 著作者
著作権及び著作隣接権に関する1996年法律第8号第2章（著作権の主体）によると、著作者とは作品を創作した一人又は複数の自然人をいう。作品が最初に世に知らしめられたときに作者として名前が挙げられていた者は、作者と推定される。作品が匿名の形式で世に出たとき又は作者を特定することができないような筆名の下で世に出たときは、作者が自らの身元を公開しない限り、著作権は作者の同意を得て作品を世に出した自然人又は法人がこれを行使するものとされている。共同制作の作品の著作権はその共同著作者に帰属し、そのうち一人が同法の規定に従って筆頭著者となることができる。

## 著作権で保護される作品
著作権及び著作隣接権に関する1996年法律第8号第3章によると、文学、芸術又は科学の分野におけるいかなる自作の作品（人間の精神の産物）も、創作の様式、表現の様式ないし態様が何であれ、その価値及び目的とは無関係に、著作権によって保護される。 
著作権及び著作隣接権に関する1996年法律第8号第7条は、著作権によって保護される作品を例示的に列挙している。すなわち、 
1. 文芸及び広報の執筆、協議会、説法、法廷弁論、公園その他のあらゆる記述された又は口頭の作品。コンピュータプログラムも同様である。
2. 伝達、研究、大学の課程、学校の教科書、研究計画及び考証などの記述された又は口頭の科学的な作品。
3. 音楽の楽曲（文書化されているか否かを問わない。）。すなわち演劇の作品、演劇及び音楽の作品、舞踊の作品並びに無言劇。
4. 映画の作品その他の視聴覚作品。
5. 写真の作品その他の写真撮影に類似する手順で表現される作品。
6. 彫像、絵画、彫刻、石版画、記念碑としての美術、舞台美術、タペストリー、陶器、ガラス及び金属、素描、意匠その他の実用を意図する美術の作品などの画像又は造形美術。
7. 建築の作品（建築計画を構成する図面、配置図及び文字の作品を含む。）。
8. 地形学、地理学及び科学一般の分野における造形作品、地図及び素描。

## 著作権の保護形式
ルーマニアにおいては、著作権の保護を得るために著作権表示は要求されておらず、自作の作品はその創作と同時に自動的に保護される。しかしながら、作者その他の著作権者は丸の中にCの文字からなる著作権表示を、同人らの名称並びに最初の公表の場所及び年とともに作品に表示する権利を有する。このような著作権表示が置かれているときは、別段の証明がされない限り、その作品は著作権表示を行った者のために著作権によって保護されていると推定される。

## 著作権の保護期間
著作権の保護期間は、著作権及び著作隣接権に関する1996年法律第8号の第5章（著作権の対象）で明らかにされている。原則は、作者の著作財産権はその死後70年間存続するというものである。相続人がいないときは、これらの権利の行使は、作者の存命中に権限を付与された集合管理団体又は、授権がないときは、当該創作分野で最大の構成員を擁する集合管理団体に委ねられる。 

## 著作権の侵害
著作権又は著作隣接権の保有者は、次の場合にその侵害を申し立てることができる。 
- 作品の無断利用（複製、頒布、貸与、賃貸、公衆への伝達（これを可能化することを含む。）、輸入、放送、有線放送による再送信又は派生作品の制作によるもの）
- 著作者人格権（最初の公表、帰属、公表する際の名称を選択する権利、作品の完全性を保持する権利及び作品を撤回する権利）
- 追及権（衡平な報酬を得る権利）の侵害[2]